# Sabethes belisarioi
Sabethes belisarioi är en tvåvingeart som beskrevs av Nevia 1908. Sabethes belisarioi ingår i släktet Sabethes och familjen stickmyggor. Inga underarter finns listade i Catalogue of Life.